# Макэлхенни, Маркус
Маркус Макэлхенни (англ. Marcus McElhenney; род. 27 июля 1981, Дрексел-Хилл, Пенсильвания) — американский гребной рулевой, выступавший за сборную США по академической гребле в период 2001—2011 годов. Бронзовый призёр летних Олимпийских игр в Пекине, трёхкратный чемпион мира, чемпион Панамериканских игр, победитель и призёр многих регат национального значения.

## Биография
Маркус Макэлхенни родился 27 июля 1981 года в поселении Дрексел-Хилл округа Делавэр, штат Пенсильвания.
Заниматься академической греблей начал в 1997 году. Во время учёбы в Университете Темпл состоял в местной гребной команде, неоднократно принимал участие в различных студенческих соревнованиях. Позже проходил подготовку в Принстонском тренировочном центре в Нью-Джерси.
Впервые заявил о себе в гребле на международной арене в 2001 году, выиграв серебряную медаль в восьмёрках на молодёжной регате в австрийском Линце.
Первого серьёзного успеха на взрослом международном уровне добился в сезоне 2003 года, когда вошёл в основной состав американской национальной сборной и выступил на чемпионате мира в Милане — обошёл здесь всех своих соперников в зачёте распашных рулевых четвёрок и выиграл золотую медаль.
В 2004 году побывал на мировом первенстве в Баньолесе, откуда привёз награду бронзового достоинства, выигранную в четвёрках.
На чемпионате мира 2005 года в Гифу дважды поднимался на пьедестал почёта, получил серебро в четвёрках и золото в восьмёрках.
В 2006 году отметился выступлением на мировом первенстве в Итоне, где стал бронзовым призёром в восьмёрках.
На чемпионате мира 2007 года в Мюнхене попасть в число призёров не смог, финишировал в восьмёрках четвёртым.
Благодаря череде удачных выступлений удостоился права защищать честь страны на летних Олимпийских играх 2008 года в Пекине. В составе экипажа-восьмёрки в финале пришёл к финишу третьим позади команд из Канады и Великобритании — тем самым завоевал бронзовую олимпийскую медаль.
После пекинской Олимпиады Макэлхенни ещё в течение некоторого времени оставался в составе гребной команды США и продолжал принимать участие в крупнейших международных регатах. Так, в 2009 году в распашных рулевых двойках он победил на мировом первенстве в Познани, став таким образом трёхкратным чемпионом мира по академической гребле.
В 2011 году в восьмёрках одержал победу на Панамериканских играх в Гвадалахаре.
Завершив спортивную карьеру, устроился работать в компанию социального предпринимательства Sparks Consulting, связанную с развитием гребного сообщества.
Приходится двоюродным братом известному актёру и продюсеру Робу Макэлхенни.